# Sonja Bernadotte
Sonja Bernadotte, Gräfin von Wisborg (* 7. Mai 1944 als Sonja Anita Maria Haunz in Litzelstetten bei Konstanz; † 21. Oktober 2008 in Freiburg im Breisgau), war von 1981 bis 2006 Geschäftsführerin der Mainau GmbH.

## Leben

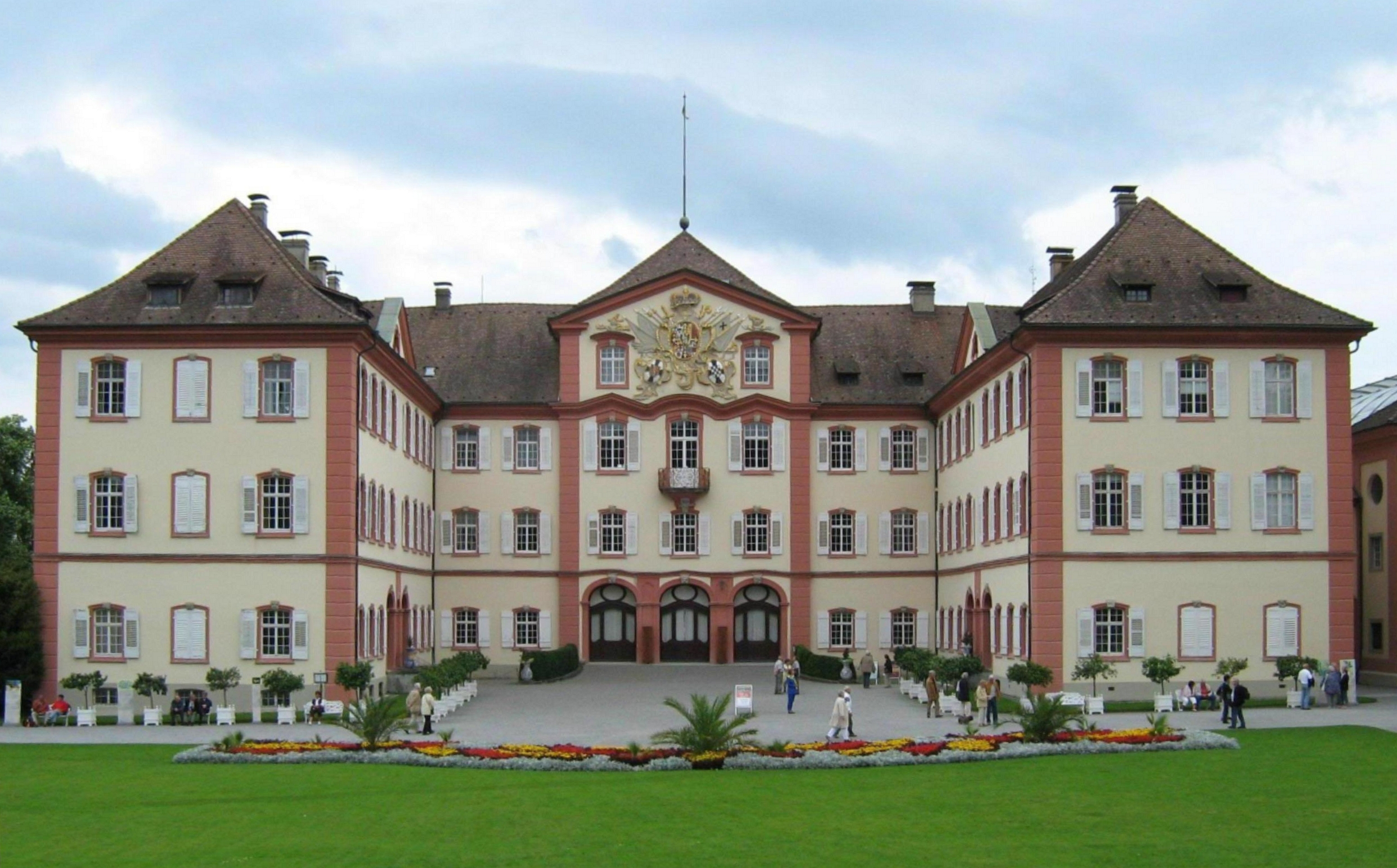
Deutschordenschloss auf der Insel Mainau

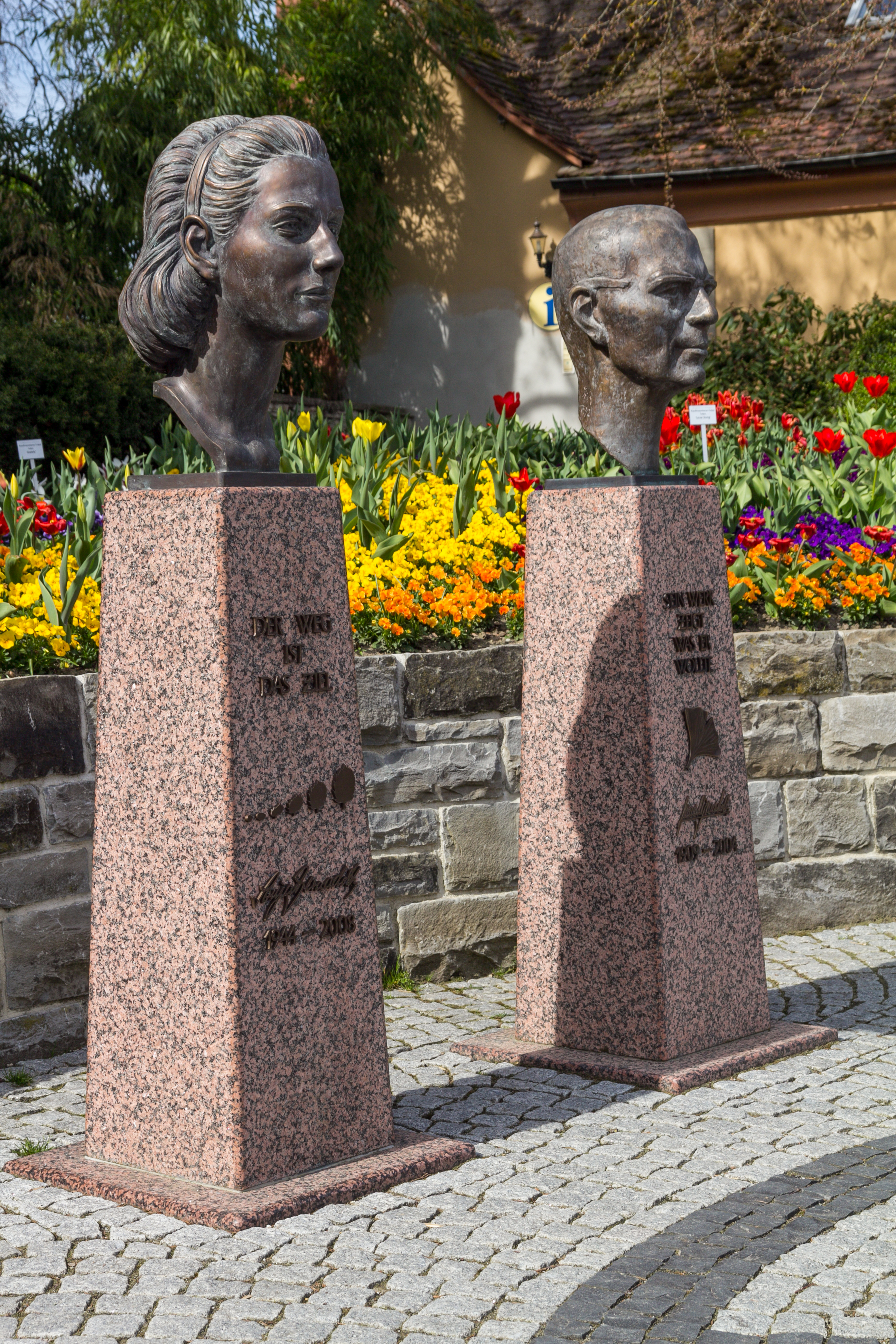
Denkmale für Sonja und Lennart Bernadotte auf der Mainau

Sonja Haunz wurde als Tochter von Wolfgang (1913–1982) und Anita (1914–1997) Haunz geb. Mayr geboren. Da beide Elternteile auf der Mainau arbeiteten, wuchs sie mit ihren Brüdern Manfred und Wolfgang mehr oder weniger auf der Blumeninsel auf.
Sonja Haunz schloss 1960 ihre Schulausbildung mit der Mittleren Reife ab und besuchte danach eine Hauswirtschaftsschule. Ihre Eltern legten der Tochter eine Tätigkeit auf der Insel nahe. Im April 1961 war sie erstmals als Aushilfe in der Telefonzentrale der Mainau beschäftigt und arbeitete im Sommer 1961 in verschiedenen Assistenztätigkeiten unter anderem für ihren Vater Wolfgang Haunz, der zu dieser Zeit Verwaltungsdirektor der Mainau war. Während dieser Zeit war sie zum ersten Mal mit dem 35 Jahre älteren Graf Lennart Bernadotte (1909–2004) zusammengetroffen. 1966 arbeitete sie anderthalb Jahre an der Bundesanstalt für Vegetationskunde, Naturschutz und Landschaftspflege in Bad Godesberg bei Professor Gerhard Olschowy und verbrachte einige Zeit als Hotelangestellte im englischen Küstenort Margate. 1969 holte sie Lennart Bernadotte als seine Assistentin zurück auf die Mainau. 1971 ließ sich Lennart Bernadotte von seiner ersten Frau Karin Nissvandt scheiden. Am 29. April 1972 heirateten Sonja Haunz und Graf Lennart Bernadotte auf der Mainau.
Das Ehepaar bekam fünf Kinder, die bis heute alle in die Mainau eingebunden sind:
- Bettina Bernadotte (* 12. März 1974 in Scherzingen), Geschäftsführerin der Mainau GmbH.
- Björn Wilhelm Bernadotte (* 13. Juni 1975 in Scherzingen), Geschäftsführer der Lennart-Bernadotte-Stiftung.
- Catherina Ruffing-Bernadotte (* 11. April 1977 in Scherzingen), Landschaftsarchitektin.
- Christian Wolfgang Bernadotte (* 24. Mai 1979 in Scherzingen), in der Inselverwaltung eingebunden.
- Diana Bernadotte (* 18. April 1982 in Scherzingen), gelernte Hutmacherin, die im Schloss eine Boutique mit eigenen Kreationen betreibt.

Um Erbstreitigkeiten mit den Kindern aus Graf Lennarts erster Ehe zu vermeiden und um das traditionsreiche Werk Insel Mainau für die Zukunft zu sichern, haben Graf Lennart und Gräfin Sonja Bernadotte die Mainau im Jahre 1974 in die Lennart-Bernadotte-Stiftung mit Sitz auf der Mainau im Bodensee eingebracht. Die Stiftung wurde unter das Motto Gärtnern um des Menschen und um der Natur willen gestellt und verfolgt folgende Zielsetzung: Förderung von Wissenschaften, Landespflege, Umwelt- und Denkmalschutz sowie der Heimatpflege. So sollte sich die Insel Mainau zu einer Synthese aus botanischem Garten, historischem Schlosspark und Ort der internationalen Begegnung entwickeln. 1981 wurde Gräfin Sonja Geschäftsführerin der Mainauverwaltung Graf Lennart Bernadotte GmbH, die 1998 in Mainau GmbH umfirmiert wurde. Seit 2001 war sie Alleingeschäftsführerin der Mainau GmbH. Ihre älteste Tochter Gräfin Bettina Bernadotte war von April 2002 bis Dezember 2006 ihre persönliche Assistentin und übernahm im Januar 2007 die Geschäftsführung der Mainau GmbH.
Gräfin Sonja hatte ihre Wohnräume im linken Schlossflügel des Barockschlosses Mainau. 1995 stellten Ärzte erstmals Knoten in ihrer Brust fest. 2005 musste sie sich erneut für Monate zurückziehen. Ihre letzten Tage verbrachte sie in einer Freiburger Klinik, wo sie am 21. Oktober 2008 im Alter von 64 Jahren nach langer Krankheit an Brustkrebs starb.
Zur Beisetzung am 25. Oktober kamen rund 200 Prominente aus Politik, Medien, Wirtschaft und Adel in die Schlosskirche der Blumeninsel. Darunter waren Anneliese Rothenberger, Liselotte Pulver, Bernhard von Baden, Erwin Teufel und Peter Straub. Ihre letzte Ruhe fand sie an der Seite ihrer Eltern Wolfgang und Anita Haunz sowie ihres Mannes Graf Lennart in der Gruft der Schlosskirche.

### Ehrenamtliche Tätigkeiten (Auswahl)
- Stifterin der Lennart-Bernadotte-Stiftung.
- Gründungsmitglied Plan International Deutschland
- Gründungsmitglied der Aktion zur Rettung des Kulturerbes E.V.
- Ehrenmitglied im Kuratorium Goldene Blume von Rheydt
- Kuratoriumsmitglied der Heinz Sielmann Stiftung Sielmanns Biotopverbund Bodensee
- Zu ihrem 60. Geburtstag hat die Stiftung die Sonja-Bernadotte-Medaille für Gartenkultur ausgelobt
- von 1982 bis 2008 Präsidentin der Deutschen Gartenbau-Gesellschaft 1822 e. V. (seit 1968 Mitglied der DGG, seit 1974 Mitglied des Präsidiums) infolge ihres Mannes Graf Lennart Bernadotte, der 27 Jahre an der Spitze der Deutschen Gartenbau-Gesellschaft stand
- seit 1987 Präsidentin des Kuratoriums für die Tagungen der Nobelpreisträger in Lindau
- 1988 Gründungsmitglied der Aktion Rettung des Kulturerbes e. V.
- von 1995 bis 2008 Präsidentin von Gärtnern für Alle e. V. (Geschäftsführerin des Vereins ist Sandra Angerer)[5]
- von 1998 bis 2008 Präsidentin des Europäischen KulturForums Mainau
- seit 2000 Präsidentin des Lindauer Nobelpreisträger-Treffens (seit 1973 Mitglied)
- seit 2002 Vorstandsvorsitzende der Stiftung Singen mit Kindern, Stuttgart
- seit 2003 Schirmherrin der NABU-Stiftung Naturerbe Baden-Württemberg

## Ehrungen und Auszeichnungen
- 1983 Unitis Viribus-Medaille der Central Association of Finnish Horticulture
- 1991 Ehrung als „Swede of the Year 1991“ der Vereinigung „Swedes of the World“
- 1992 Bayerischer Löwe des Freistaats Bayern; Johann Wolfgang von Goethe-Goldmedaille der Stiftung F. V. S., Hamburg; Dr. Wilhelm-Siekmann-Medaille in Silber des Deutschen Familienverbandes Baden-Württemberg (zusammen mit Lennart Bernadotte)
- 1994 Bundesverdienstkreuz 1. Klasse
- 1997 Verdienstmedaille des Landes Baden-Württemberg
- 1999 Gold Veitch Memorial Medal der British Royal Horticultural Society; Bayerischer Verdienstorden; Staatsmedaille des Freistaats Bayern; Goldene Blume von Rheydt
- 2001 Staatsmedaille in Gold des Freistaates Bayern
- 2002 Wahl zur Ökomanagerin des Jahres vom World Wide Fund for Nature und der Zeitschrift Capital
- 2003 Erhalt der Auszeichnung Pro meritis scientiae et litterarum des Bayerischen Staatsministeriums für Wissenschaft, Forschung und Kunst
- 2004 Goldener Bürgerring der Stadt Lindau im Bodensee
- 2007 B.A.U.M.-Umweltpreis des Bundesdeutschen Arbeitskreises für Umweltbewusstes Management (B.A.U.M.) e. V. in der Kategorie Klein- und Mittelständische Unternehmen
- 2008 Nachhaltigkeitspreis der Neumarkter Lammsbräu
- 2008 Ehrung für ihr Lebenswerk durch Bundesforschungsministerin Annette Schavan